# Jō Nakajima
Jō Nakajima (jap. 中嶋 譲, Nakajima Jō; * 3. Juli 1980 in der Präfektur Saitama) ist ein ehemaliger japanischer Fußballspieler.

## Karriere
Nakajima erlernte das Fußballspielen in der Jugendmannschaft von Kashima Antlers. Seinen ersten Vertrag unterschrieb er 1999 bei den Kashima Antlers. Der Verein spielte in der höchsten Liga des Landes, der J1 League. 2000 gewann er mit dem Verein den J1 League, J.League Cup und Kaiserpokal. 2001 gewann er mit dem Verein den J.League Cup. Ende 2001 beendete er seine Karriere als Fußballspieler.

## Erfolge
Kashima Antlers
- J1 League

Meister: 2000, 2001
- J.League Cup

Sieger: 2000
Finalist: 1999
- Kaiserpokal

Sieger: 2000